# Fredrik Hallgren (skådespelare)
Fredrik Hallgren, född 7 december 1973 i Stockholm, är en svensk skådespelare. 
Hallgren har spelat på scen och i tv-, biofilmer och tv-serier. Han är utbildad på Scenstudion i Stockholm 2001-2003 och Calle Flygare Teaterskola 1996-1998. Sedan 2017 spelar han rollen som Martin i dramakomediserien Bonusfamiljen.

## Filmografi (i urval)
- 2005 – Varannan vecka
- 2009 – Höök (TV-serie)
- 2009 – Oskyldigt dömd (TV-serie)
- 2011–2012 – Karatefylla (TV-serie)
- 2011 – Viktlös (kortfilm)
- 2012 – Vänner för livet
- 2013 – 112 Aina (TV-serie)
- 2013 – Fjällbackamorden: Vänner för livet (TV-serie)
- 2013 – Partaj (TV-serie)
- 2014 – Bastuklubben (TV-serie)
- 2015 – Inte OK (TV-serie)
- 2016 – Vårdgården (TV-serie)
- 2017–2021 – Bonusfamiljen (TV-serie)
- 2018 – Svansen i kläm (TV-serie)
- 2018 – Sune vs Sune
- 2018–2021 – Leif & Billy (TV-serie)
- 2018 – Lingonligan (TV-serie)
- 2019 – En komikers uppväxt
- 2019 – Sune – Best Man
- 2020 – Fullt Hus (TV-serie)
- 2020–2021 – Aldrig vuxen (TV-serie)
- 2021 – Sune – Uppdrag midsommar
- 2022 – Ur spår
- 2023 – Jana – Märkta för livet (TV-serie)
- 2025 – Håkan Bråkan 003
- 2025 – Race Across the World Sverige (TV-serie)
- 2025 – Ute och cyklar

## Teater

### Roller (ej komplett)
| År   | Roll          | Produktion                                                                        | Regi             | Teater                               |
| ---- | ------------- | --------------------------------------------------------------------------------- | ---------------- | ------------------------------------ |
| 2008 | Åke Jakobsson | Pengarna eller livet (Funny Money) Ray Cooney                                     | Robert Dröse     | Hotell Södra Berget, Sundsvall Turné |
| 2024 | Åke           | Tomten är far till alla barnen Monica Rolfner, Rikard Bergqvist och Mathias Venge | Rikard Bergqvist | Cirkus, Stockholm                    |